# Harry Potter és a Tűz Serlege
A Harry Potter és a Tűz Serlege a Harry Potter-sorozat negyedik kötete (eredeti címe: Harry Potter and the Goblet of Fire). Angolul és magyarul egyaránt 2000-ben jelent meg (magyar kiadása: ISBN 963-9307-05-X). A sorozat második leghosszabb kötete: 678 oldalas.

## Tartalom
Harryre – aki a negyedik évét kezdené a Roxfortban – minden éjszaka ugyanaz az álom tör rá: egy elhagyatott szobában Voldemort nagyúr, Féregfark, egy ismeretlen személy és egy Nagini nevű kígyó megölnek valakit, a nagyúr pedig küldetést ad a harmadik személynek, ami Potterrel kapcsolatos.
Mikor álmából felébred, Harry barátaival, Hermionéval, Ronnal és annak családjával indul a Kviddics Világkupa döntőjére. Csakhogy a döntő váratlan fordulatot vesz: mindenki menekülni kényszerül, ugyanis Voldemort halálfalói jelennek meg, és az égre kerül a Sötét Jegy.
Miután a fiúk visszatérnek a Roxfort falai közé, megtudják: ott rendezik meg idén a Trimágus Tusát, amin három iskola vesz részt: a Roxfort, a Beauxbatons (igazgatója: Olympe Maxime) és a Durmstrang (igazgatója: Igor Karkarov). Az iskolába új Sötét Varázslatok Kivédése-tanár is érkezik, a „Rémszemnek” becézett Alastor Mordon. Rajta kívül Barty Kupor, a minisztérium egyik embere is megszáll az iskolában a verseny miatt. Harry és a hollóhátas Cho Chang többször szemezget egymással.
Mordon az első óráján bemutatja a diákoknak, melyek a főbenjáró átkok: az Imperius-átok (mellyel az áldozat követi az átok megidézőjének parancsait), a Cruciatus-átok (mellyel kínozni lehet) és az Avada Kedavra (mely kivédhetetlen, gyilkolni lehet vele). A diákok ezen kívül megtudják, Mordonon több nem emberi dolog is van, amelyek segítik a támadások ellen, például a varázsszem. Mordon az órája után megkéri Neville-t, maradjon még vele beszélgetni.
A Trimágus Tusára csak 17 év feletti diákok pályázhatnak. Fred és George mégis megkísérli a versenyre való benevezést, ám nem sikerül nekik. Dumbledore igazgató kihirdeti a Trimágus Tusa résztvevőit: a Durmstrangból Viktor Krum, a Beauxbatons-ból Fleur Delacour, míg a Roxfortból a hugrabugos Cedric Diggory. Csakhogy a Tűz Serlege meglepő módon Harry nevét is kidobja, így kénytelen ő is indulni a versenyen. Ron nem hisz Harry ártatlanságában, azzal vádolja, hogy az valamilyen trükkel mégis sikeresen benevezett versenyre. Így egy időre barátságuk megszakad.
Harryt ezután egy újságíró, Rita Vitrol faggatja ki, majd egy üzenetet kap Siriustól, hogy találkozzanak a Griffendél klubhelyiségében. Ott Sirius arca jelenik meg a tűzben, és elárulja keresztfiának: szerinte Barty Kupor, vagy a volt halálfaló, Igor Karkarov dobhatta be Harry nevét a Tűz Serlegébe. Később Hagrid megmutatja Harrynek, hogy mivel is kell szembeszállnia az első próbán: sárkányokkal.
A Roxfortban a diákok mind kigúnyolják Harryt, ám amikor Draco pálcát is rántana ellene, Mordon megvédi őt és görénnyé változtatja Malfoyt. Ezután az irodájában segíteni próbál a fiúnak a versennyel kapcsolatban. Az első próbán Harrynek a magyar mennydörgő nevű sárkány jut, akitől el kell lopni a tojását. Seprűje, a Tűzvillám segítségével Harry meg is szerzi azt.
A próba után Ron kibékül Harryvel, majd részt vesznek az iskolai bálon. Ron elkeseredettségére Hermione Viktor Krummal táncol, míg Hagrid a Beauxbatons igazgatójáért, Olympe Maxime-ért van oda. Harry sem olyan lelkes, hisz Cho is mással ment a bálba.
Cedric segítségével Harry megtudja, hogy kákalagokkal kell megküzdenie egy tóban. Dobby (a filmváltozatban Neville) varangydudvát ad Harrynek, melynek segítségével lélegezni tud a víz alatt, így teljesíti a próbát: egy óra alatt kimenti Ront, sőt, még Fleur húgát is.
A próba után azonban Ronnal, Hermionéval és Hagriddal a Tiltott Rengetegben rátalálnak Barty Kupor holttestére.
A haláleset miatt Cornelius Caramel, a mágiaügyi miniszter meglátogatja Dumbledore-t. Amíg beszélgetnek, Harry egyedül marad az igazgató irodájában, majd a merengőbe nézve a múltba utazik vissza, Igor Karkarov halálfaló tárgyalására. Az eseményt átélve Harry megtudja, hogy Piton régen halálfaló volt, és hogy Karkarov a börtön megúszásáért halálfalókat adott ki a minisztériumnak, emellett azt is, hogy Barty Kupor saját fiát ítélte el, mert halálfalókkal kínozta meg Neville szüleit . A jelenbe visszatérve Harry elmondja Dumbledore-nak, hogy ifjabb Barty Kupor az a bizonyos harmadik személy az álmaiban, Voldemort és Féregfark mellett. Az igazgatói székből való távozás után Perselus Piton megállítja Harryt, és ismeretlen okból megfenyegeti: ha még egyszer lopni próbál a főzeteiből, megjárja.
Eljön az utolsó próba ideje is: a négy versenyzőnek meg kell találnia egy labirintusban a Trimágus Kupát. Aki ezt először megteszi, az nyer. A versenyből azonban Fleur és Krum kiesik, Harry és Cedric (közös megállapodásként) pedig egyszerre érinti meg a serleget. Amint ezt megteszik, egy elhagyatott temetőben találják magukat, ugyanis a serleg egy zsupszkulcs volt. Érkezésük után Harry sebhelye sajogni kezd. Voldemort és Féregfark jelenik meg, s előbbi parancsára Féregfark az Avada Kedavra átokkal végez Cedric-kel.
Halálfalók jelennek meg, köztük Draco apja, Lucius Malfoy és Crak és Monstro szülei. Voldemort elárulja Harrynek, hogy anyja életét áldozta Harryért, így egy különös varázslatot hagyva maga után, amely miatt nem tudta megölni kiskorában, majd párbajra hívja. Voldemort és Harry pálcái között különös varázslat jön létre, megidézve Voldemort legutóbbi áldozatait. Megjelenik Cedric, egy öreg mugli, és Harry szülei is. Ők néhány pillanatra el tudják terelni Voldemort figyelmét, így Harry megragadja Cedric holttestét, és a „kupa-zsupszkulcsot” megérintve visszatér a Roxfortba.
A nézők között kitör a pánik, Harryt Mordon rángatja az irodájába. Ott derül ki, hogy Mordon valójában ifjabb Barty Kupor, aki megszökött az Azkabanból. Elárulja: ő dobta be Potter nevét a serlegbe, és azért segített neki, hogy eljusson Voldemorthoz. Mikor azonban megpróbálna végezni Harryvel, Piton, McGalagony és Dumbledore jelenik meg, majd elfogják a Mordon bőrébe bújt halálfalót. Piton egyik vallatószérumának köszönhetően megtudják, hogy az igazi Mordon a szobában lévő utazóbőröndben van fogvatartva.
Év végén Dumbledore búcsúbeszédet mond Cedric Diggoryért, a másik két iskola tanulói pedig elhagyják a Roxfortot. A tanév véget ér, ám néhány emberen kívül senki nem hisz Voldemort visszatérésében.
|  | Itt a vége a cselekmény részletezésének! |

## Magyarul
- Harry Potter és a tűz serlege; ford. Tóth Tamás Boldizsár; Animus, Bp., 2000

## Külső hivatkozások
- Harry Potter és a Tűz Serlege (film) a PORT.hu-n (magyarul)